# Xiaohe gravfält
Xiaohe gravfält (kinesiska: 小河墓地; pinyin: Xiǎohé mùdì, lit. 'lilla flodkyrkogården'), även känt som Ördeks nekropol, är ett gravfält/gravplats från bronsåldern som ligger väster om sjön Lop Nor, i Xinjiang, västra Kina. Det innehåller cirka 330 gravar, varav cirka 160 plundrades av gravplundrare innan arkeologiska undersökningar kunde utföras.
Gravfältet, tillsammans med Gumugou gravfält längre norrut, anses vara de två viktigaste representanterna för den så kallade Xiaohekulturen.
Gravplatsen ligger på en avlång sanddyn. De äldsta gravarna man grävt fram anses vara 4 000 år gamla. De döda, som har begravts i lufttäta "sovsäckar" av oxhud, har mumifierats och är mycket välbevarade. De räknas till Taklamakanmumierna (även kallade Tarimmumierna).
Mumierna har väckt stor uppmärksamhet, särskilt på grund av att de anses uppvisa "kaukasiska" drag. Analys av Xiaohemänniskornas genetiska sammansättning har visat att de representerar en genetisk flaskhals, huvudsakligen härledd från antika nordeurasier.

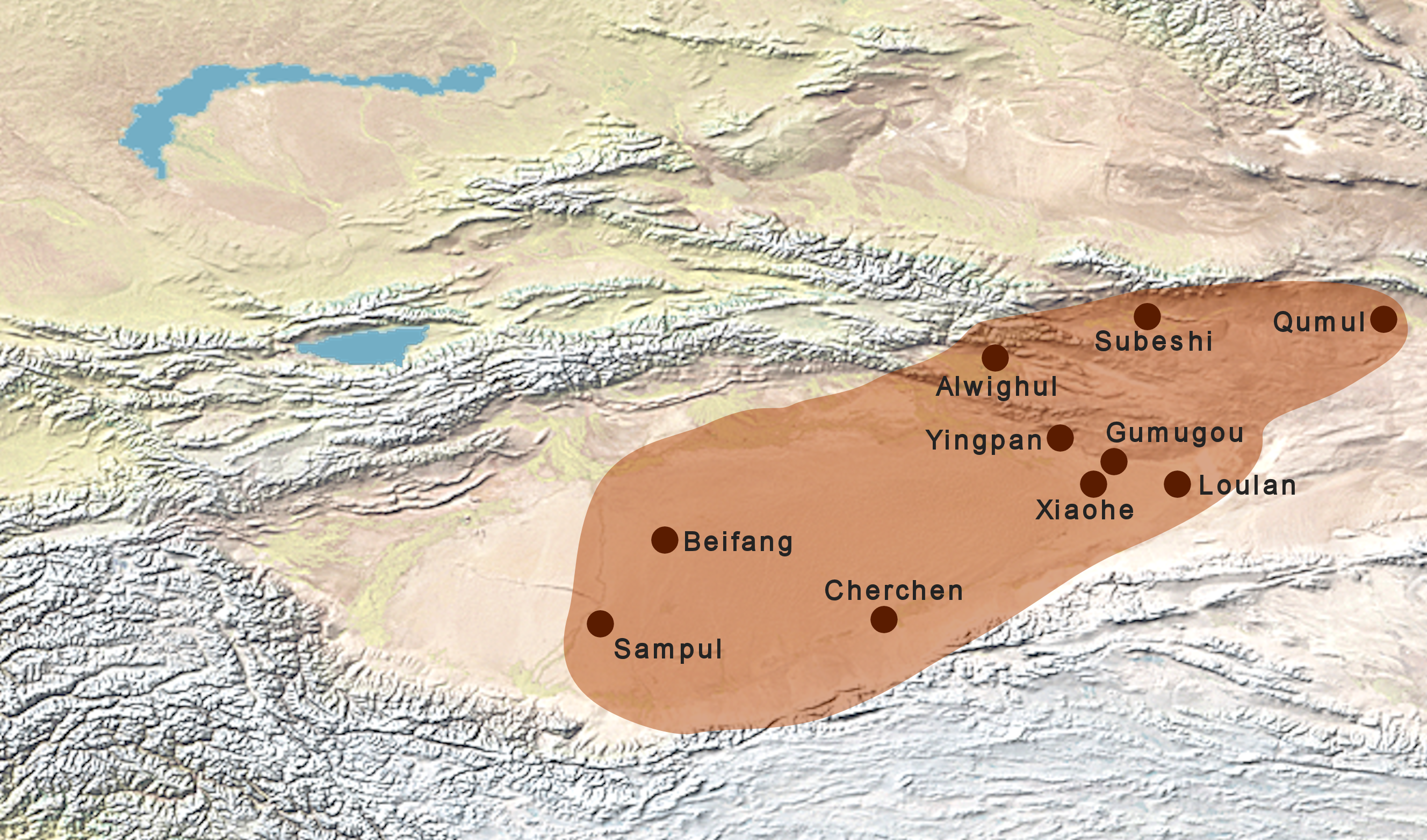
Tarimbäckenet i Taklamakanöknen och platsen för Xiaohe gravfält och flera andra kända grav- och fornlämningar i området.

Xiaohegravarna innehåller det största antalet mumier som hittills hittats på någon enskild plats i världen. Kropparna har sannolikt transporterats avsevärda sträckor för att begravas just här, eftersom ingen samtidig bosättning är känd för att ha funnits nära gravkomplexet.

## Arkeologi

### Upptäckt och tidiga utgrävningar

Två figurer, Ördeks nekropol, Xinjiang, Kina, fotograferade under Sven Hedins sista expedition 1934. En tolkning av dessa figurer är att de begravdes istället för den avlidne som saknades och inte kunde få en vanlig begravning.

En lokal vägvisare och jägare, Ördek, hittade platsen omkring 1910. Senare, 1934 under Sven Hedins fjärde centralasiatiska expedition, lokaliserade den svenske upptäcktsresanden och arkeologen Folke Bergman, med Ördeks hjälp, platsen som han kallade Xiaohe, "lilla floden", efter en närliggande biflod till Kaidufloden. I bergmans publikation kallades platsen även "gravfält 5 (Cemetery 5). Gravfältett syntes som en liten oval hög, och toppen av gravhögen var täckt av en skog av upprättstående trästolpar vars toppar hade splittrats av hårda vindar. På platsen hittades årformade monument i trä och människofigurer av trä. Kistorna täckte kropparna som hade blivit mumifierade. Bergman grävde ut 12 gravar och återfann cirka 200 artefakter som transporterades tillbaka till Stockholm. Senare på 1950-talet återsändes föremålen till Kina men några fragment blev kvar i Stockholm. Bergman noterade den överraskande likheten i klädseln, särskilt de fransade länddukarna, med bronsålderns gravfynd i Danmark, men avfärdade varje direkt samband.

### Senare utgrävningar
I oktober 2003 påbörjades ett utgrävningsprojekt, organiserat av Xinjiang Cultural Relics and Archaeology Institute, på platsen. Totalt har 167 gravar identifierats sedan slutet av 2002, och utgrävningar har avslöjat hundratals mindre gravar byggda i lager. 2006 hittades en kista inlindad med oxskinn i form av en båt. Den innehöll en anmärkningsvärt intakt mumie av en ung kvinna, som kom att kallas Beauty of Xiaohe (eller Beauty of Loulan).

### Beskrivning av gravarna
Varje grav är markerad med en vertikal poppelstolpe nära den övre änden av kistan. En skalle eller horn av en oxe som varit fäst på stolpen har i vissa fall kunnat konstateras. Ändarna av stolparna kan vara antingen torpedformade eller årformade, vilket tolkats som manliga respektive kvinnliga gravmarkeringar. De manliga begravningarna markerades med de årformade stolparna, medan kvinnliga begravningar markerades med de falliska stolparna. Pilar och bågar hittades med de manliga begravningarna. Stolparna och kistorna har varit rödmålade. Varje kista är gjord av två massiva plankbitar monterade över kroppen, som liknar en uppochnervänd båt, och sedan täckta med oxhudar. Några speciella kvinnogravar har haft en extra rektangulär kista på toppen täckt med lager av lera. Små masker av mänskliga ansikten och människofigurer av trä kan följa med begravningarna. Kvistar och grenar av efedra placerades bredvid kroppen.